# Камышовский сельсовет
Камышо́вский сельсове́т — упразднённые сельское поселение и административно-территориальная единица в Лиманском районе Астраханской области Российской Федерации.
Административный центр — село Камышово.

## История
В 1919 году на территории камышовской степи в поселке Багацехур был образован Багацехуровский сельсовет. В мае 1927 года совет передан в состав Калмыцкой автономной области и именовался как Кюктинский сельсовет. 25 мая 1944 года Багацехурский сельсовет переименован в Камышовский сельсовет. В конце 1953 года в результате упразднения некоторых сельских советов в Камышовский сельсовет вошла территория Зоринского сельского совета с селами Зорино и Яр-Базар.
6 августа 2004 года в соответствии с Законом Астраханской области № 43/2004-ОЗ сельсовет наделен статусом сельского поселения.
Законом Астраханской области от 25 мая 2017 года № 23/2017-ОЗ были преобразованы, путём их объединения, муниципальные образования и административно-территориальные единицы «Бирючекосинский сельсовет», «Бударинский сельсовет», «Камышовский сельсовет», «Караванненский сельсовет», «Кряжевинский сельсовет», «Рабочий посёлок Лиман», «Михайловский сельсовет», «Новогеоргиевский сельсовет», «Проточенский сельсовет» и «Рынковский сельсовет» в городское поселение «Рабочий посёлок Лиман» с административным центром в рабочем посёлке Лиман.

## Население
| 2010 | 2012 | 2013 | 2014 | 2015 | 2016 | 2017 |
| ---- | ---- | ---- | ---- | ---- | ---- | ---- |
| 945  | ↘934 | ↘909 | ↘885 | ↘868 | ↗869 | ↘840 |

## Состав сельского поселения
В состав сельского поселения входило 3 населённых пункта:
| № | Населённый пункт | Тип населённого пункта       | Население |
| - | ---------------- | ---------------------------- | --------- |
| 1 | Зорино           | село                         | →35       |
| 2 | Камышово         | село, административный центр | ↗748      |
| 3 | Яр-Базар         | село                         | ↗262      |